# Homme de Steinheim
L'Homme de Steinheim est le nom donné à un crâne humain fossile découvert en 1933 à Steinheim an der Murr, à 20 km au nord de Stuttgart, dans le Bade-Wurtemberg, en Allemagne. Le fossile, daté d'environ 340 000 à 300 000 ans, est aujourd'hui majoritairement attribué à l'Homme de Néandertal.

## Historique
Le crâne de Steinheim a été trouvé le 24 juillet 1933 par Karl Sigrist, au cours de l'exploitation de sa gravière, à Steinheim an der Murr, au milieu d’un mur de gravier de 15 mètres de hauteur. Le paléontologue allemand Fritz Berckhemer est arrivé de Stuttgart sur place le jour même et a pu ainsi examiner la découverte encore insérée dans le mur. 
Le fossile a été décrit en 1936 par Fritz Berckhemer, aidé de son assistant Max Böck. Il a à cette occasion créé l'appellation Homo steinheimensis, qui n'a pas été retenue par la communauté scientifique.

## Description
Le crâne, jugé gracile, serait celui d'une femme d'environ 25 ans.
Le crâne est légèrement aplati par déformation taphonomique. Il présenterait une capacité crânienne de 1 110 à 1 200 cm3. D'autres auteurs l'évaluent à 1 179 ± 30 cm3 ou, en 2003, 1 270 ± 10 cm3 .
L'oreille interne du crâne possède une forme propre aux Néandertaliens.
Selon une étude de 2003, le crâne de Steinheim présente une déformation pathologique qui pourrait constituer la plus ancienne preuve de méningiome (tumeur au cerveau) connue,.

## Datation
L'âge du fossile est estimé entre 340 000 et 300 000 ans, correspondant à la période interglaciaire du stade isotopique 9.

## Attribution
Après avoir un temps été rattaché à l'espèce Homo heidelbergensis en raison de son ancienneté, le fossile est aujourd'hui généralement attribué à l'Homme de Néandertal.
En 2016, l'étude génétique des spécimens fossiles de la Sima de los Huesos, à Atapuerca, en Espagne, datés de 430 000 ans et attribués à l'Homme de Néandertal, a montré que cette espèce était bien plus ancienne que ce que l'on pensait jusque là.
Phylogénie des espèces récentes du genre Homo, 
d'après Strait, Grine & Fleagle (2015),
et Meyer & al. (2016) :
|  | Homo heidelbergensis †                                                          |
|  |                                                                                 |
|  | \| \| Homo denisovensis † \| \| \| \| \| \| Homo neanderthalensis † \| \| \| \| |
|  |                                                                                 |
|  | Homo denisovensis †                                                             |
|  |                                                                                 |
|  | Homo neanderthalensis †                                                         |
|  |                                                                                 |

|  | Homo denisovensis †     |
|  |                         |
|  | Homo neanderthalensis † |
|  |                         |

|  | Homo rhodesiensis † |
|  |                     |
|  | Homo sapiens        |
|  |                     |

|  | Homo heidelbergensis †                                                          |
|  |                                                                                 |
|  | \| \| Homo denisovensis † \| \| \| \| \| \| Homo neanderthalensis † \| \| \| \| |
|  |                                                                                 |
|  | Homo denisovensis †                                                             |
|  |                                                                                 |
|  | Homo neanderthalensis †                                                         |
|  |                                                                                 |

|  | Homo denisovensis †     |
|  |                         |
|  | Homo neanderthalensis † |
|  |                         |

|  | Homo rhodesiensis † |
|  |                     |
|  | Homo sapiens        |
|  |                     |

|  | Homo heidelbergensis †                                                          |
|  |                                                                                 |
|  | \| \| Homo denisovensis † \| \| \| \| \| \| Homo neanderthalensis † \| \| \| \| |
|  |                                                                                 |
|  | Homo denisovensis †                                                             |
|  |                                                                                 |
|  | Homo neanderthalensis †                                                         |
|  |                                                                                 |

|  | Homo denisovensis †     |
|  |                         |
|  | Homo neanderthalensis † |
|  |                         |

|  | Homo rhodesiensis † |
|  |                     |
|  | Homo sapiens        |
|  |                     |

|  | Homo heidelbergensis †                                                          |
|  |                                                                                 |
|  | \| \| Homo denisovensis † \| \| \| \| \| \| Homo neanderthalensis † \| \| \| \| |
|  |                                                                                 |
|  | Homo denisovensis †                                                             |
|  |                                                                                 |
|  | Homo neanderthalensis †                                                         |
|  |                                                                                 |

|  | Homo denisovensis †     |
|  |                         |
|  | Homo neanderthalensis † |
|  |                         |

|  | Homo rhodesiensis † |
|  |                     |
|  | Homo sapiens        |
|  |                     |

|  | Homo heidelbergensis †                                                          |
|  |                                                                                 |
|  | \| \| Homo denisovensis † \| \| \| \| \| \| Homo neanderthalensis † \| \| \| \| |
|  |                                                                                 |
|  | Homo denisovensis †                                                             |
|  |                                                                                 |
|  | Homo neanderthalensis †                                                         |
|  |                                                                                 |

|  | Homo denisovensis †     |
|  |                         |
|  | Homo neanderthalensis † |
|  |                         |

|  | Homo rhodesiensis † |
|  |                     |
|  | Homo sapiens        |
|  |                     |

|  | Homo heidelbergensis †                                                          |
|  |                                                                                 |
|  | \| \| Homo denisovensis † \| \| \| \| \| \| Homo neanderthalensis † \| \| \| \| |
|  |                                                                                 |
|  | Homo denisovensis †                                                             |
|  |                                                                                 |
|  | Homo neanderthalensis †                                                         |
|  |                                                                                 |

|  | Homo denisovensis †     |
|  |                         |
|  | Homo neanderthalensis † |
|  |                         |

|  | Homo rhodesiensis † |
|  |                     |
|  | Homo sapiens        |
|  |                     |

|  | Homo heidelbergensis †                                                          |
|  |                                                                                 |
|  | \| \| Homo denisovensis † \| \| \| \| \| \| Homo neanderthalensis † \| \| \| \| |
|  |                                                                                 |
|  | Homo denisovensis †                                                             |
|  |                                                                                 |
|  | Homo neanderthalensis †                                                         |
|  |                                                                                 |

|  | Homo denisovensis †     |
|  |                         |
|  | Homo neanderthalensis † |
|  |                         |

|  | Homo rhodesiensis † |
|  |                     |
|  | Homo sapiens        |
|  |                     |

|  | Homo heidelbergensis †                                                          |
|  |                                                                                 |
|  | \| \| Homo denisovensis † \| \| \| \| \| \| Homo neanderthalensis † \| \| \| \| |
|  |                                                                                 |
|  | Homo denisovensis †                                                             |
|  |                                                                                 |
|  | Homo neanderthalensis †                                                         |
|  |                                                                                 |

|  | Homo denisovensis †     |
|  |                         |
|  | Homo neanderthalensis † |
|  |                         |

|  | Homo rhodesiensis † |
|  |                     |
|  | Homo sapiens        |
|  |                     |

## Conservation
Le fossile original est conservé au Musée de la Porte des Lions, à Stuttgart, qui fait partie du Musée national d'histoire naturelle de Stuttgart.